# Allt dom bygger upp ska vi meja ner
Allt dom bygger upp ska vi meja ner är den svenska gruppen Florence Valentins debut-EP, utgiven på skivbolagen MNW och Mistlur Records2003.

## Låtlista
Alla låtar är skrivna av Love Antell.
1. "Hitsville Haninge 2002-05-27" – 0:37
2. "Allt dom bygger upp ska vi meja ner – 3:00
3. "Jag glömde bort att va rebell" – 4:21
4. "Haninge Punks" – 3:05
5. "Omvärdera mej, raring – 2:41

## Medverkande
- Love Antell – producent
- Dag Lundkvist – mixning
- Lasse Mårtén – mixning
- Hoffe Stannow – mastering

## Listplaceringar
| Lista (2003) | Topplacering |
| ------------ | ------------ |
| Sverige      | 36           |

## Mottagande
Dagens skiva gav betyget 5/10.

### Fotnoter
1. 1 2  ”Allt dom bygger upp ska vi meja ner”. Discogs.com. http://www.discogs.com/Florence-Valentin-Allt-Dom-Bygger-Upp-Ska-Vi-Meja-Ner/release/2504774. Läst 14 september 2012.
2. ↑  Listplacering
3. ↑  ”Allt dom bygger upp ska vi meja ner”. Kritiker.se. http://kritiker.se/skivor/florence-valentin/allt-dom-bygger-upp-ska-vi-meja-ner/. Läst 14 september 2012.